# Agenor (regény)
Az Agenor Nógrádi Gergely 2011-ben megjelent ifjúsági regénye.

## Történet
|  | Alább a cselekmény részletei következnek! |

2011-ben a Csendes-óceán egyik szigetén egy dél-amerikai ország és Japán tengerbiológiai kísérleteket folytatott Pekerman lengyel professzor vezetésével. A kísérletek elsődleges célja az volt, hogy a bálnák a tenger mélyén fekvő értékes hajóroncsokat hozzanak a felszínre. Kezdetben chipbeültetéssel próbálkoztak a kutatók, de amikor már 20 bálna elpusztult, más módszert alkalmaztak. Emberi agysejteket ültettek be a tengeri emlősökbe. Az első két bálnába öreg emberek agysejtjeit ültették be, ám a cetek feladták a harcot, amikor támadás érte őket. Ezért a tudósok azt tervezték, hogy egy fiatal ember agysejtjeit ültetik be egy szürke bálnába, Agenorba.
A tizennyolc esztendős Dorotea Acosta és a 21 éves Victor Madison (a volt amerikai nagykövet fia) véletlenül meglátták egymást egy fogadáson, első látásra egymásba szerettek. Dorotea a tokiói orvosi egyetemen tanult. Apja, Alejandro Ernesto Acosta ezredes, aki egy dél-amerikai ország követtanácsosaként tartózkodott Japánban. Az ezredes - mivel számukra az Amerikai Egyesült Államok ellenség volt -, nem nézte jó szemmel a lánya és a jóképű amerikai fényképész kapcsolatát. Victor, bár az apja révén jó anyagi körülmények között élhetett volna, mégis fényképészként dolgozott, ráadásul több fotópályázat győztese is volt. Titokban a barátja, Josh környezetvédő mozgalmát támogatta. Madison egy merész akcióval bejutott a shikokui laborba, majd Pekerman professzor szobájába, és megtudta a bálnákkal folytatott sikertelen kísérletek titkát. A két fiatal szerelmes sorsa végzetesen összekapcsolódott, a történet további részében mindketten életveszélybe kerültek. 
|  | Itt a vége a cselekmény részletezésének! |

## Szereplők
- Agenor[1]
- Victor Madison, amerikai fényképész
- Dorotea Acosta, orvostanhallgató
- Alejandro Ernesto Acosta ezredes
- Pekerman, lengyel professzor
- Cristobal Ortega, nagykövet
- Comandante, diktátor
- Szava, fiatal japán tudósnő

## Pontatlanságok a műben
A regény számos természettudományos pontatlanságot tartalmaz. Például a szerző a szürke bálna hangját a "fülsiketítő sivítás", "irtózatos sikoly" szavakkal adja vissza, noha valójában a szürke bálnák hangja mély hangfekvésű, szaggatott, viszonylag nem túl erős, kattogásszerű nesz. A regény fülszövege ezt írja: „Két hét alatt körbeússza a földet.” A szürke bálna normális úszási sebessége 3–10 km/óra, veszély esetén rövid távon 16–17 km/óra sebességet képes elérni. Így a szürke bálna két hét alatt maximálisan 5700 km-t tudna megtenni. Ezzel szemben a Föld kerülete az Egyenlítőnél 40 000 kilométer. A fülszöveg a szürke bálna szívének méretét is pontatlanul adja meg: „A szíve akkora, mint egy teherautó.” Ezzel szemben egy kifejlett, 35 tonnás szürke bálna szíve 130 kg súlyú. A regény következő részlete erősen eltér a szürke bálnák tényleges viselkedésétől: „A bálna eközben hirtelen lázas köröket kezdett írni a vízben. A roppant test keltette örvény szélén forgó haböv keringett. Nyilván ez is a zsákmányejtés része volt: az állat arra várt, hogy az áldozata pontosan a kör közepébe hulljon. Néha kint, a nyílt óceánon is így 'játszik'. A levegőbe taszítja, majd mesterséges örvénnyel a mélybe húzatja áldozatát, ahol már senki sem lehet az ellenfele.” A szürke bálna sziláscet, és apró rákokkal táplálkozik, amelyeket a tengerfenék homokjából és iszapjából szűr ki. Ebből következően a szürke bálnánál nem lehet "zsákmányejtés"-ről beszélni, ha a szóban forgó "zsákmány" ember vagy más, hasonló méretű élőlény. A kardszárnyú delfineknél gyakran előfordul, hogy farkcsapással a levegőbe dobják a fókát vagy más zsákmányállatot, és akkor ragadják meg, amikor az a vízbe hullik. Szürke bálnák esetében azonban ez a magatartás ismeretlen.